# Коргунюк Юрій Григорович
Юрій Григорович Коргунюк (народився 11 червня 1963 Салават, Башкирська АРСР, СРСР) — російський історик і політолог, громадський діяч, публіцист. Кандидат історичних наук, доктор політичних наук.

## Біографія
У 1980 році закінчив середню школу № 15 місті Салавата.

У 1980—1981 роках працював електрослюсарем КВП на Славутський ТЕЦ. 

У 1986 році з відзнакою закінчив історичний факультет МДУ імені М. В. Ломоносова за фахом «Викладач історії зі знанням іноземної мови».

У 1989 році закінчив аспірантуру на кафедрі джерелознавства, історіографії та методів історичного дослідження історичного факультету МДУ.

У 1990 році в МДУ імені М. В. Ломоносова захистив дисертацію на здобуття наукового ступеня кандидата історичних наук за темою «Розробка питань методології історичного дослідження в творчості М. І. Кареєва».

З 1990 по липень 1991 року — молодший науковий співробітник Інституту марксизму-ленінізму при ЦК КПРС, потім до жовтня 1991 року — старший науковий співробітник Інституту теорії та історії соціалізму ЦК КПРС.

З жовтня 1991 року по березень 1999 року — старший науковий співробітник Центру прикладних політичних досліджень «ІНДЕМ», головний редактор Бази даних «партархів».

З серпня 1993 по червень 1994 року — шеф-редактор інформаційно-аналітичного бюлетеня «Партінформ» (видавець — комплекс «Дело»). З листопада 1994 року по 2008 роки — головний редактор інформаційно-аналітичного бюлетеня «Партінформ» Регіонального громадського фонду «Інформатика для демократії» (Фонд ІНДЕМ).

У 1995—1996 роках читав спеціальний курс з сучасної російської багатопартійності на соціологічному факультеті МГУ.

З квітня 1999 по листопад 2005 року — завідувач відділом політології фонду «ІНДЕМ», головний редактор Бази даних «партархів».

З грудня 2005 по грудень 2008 року — докторант кафедри історії світових цивілізацій Московського міського педагогічного університету.

З грудня 2008 року — завідувач відділом політології Регіонального громадського фонду «Інформатика для демократії» (Фонд ІНДЕМ), головний редактор Бази даних «партархів».

У 2008 році читав спеціальний курс з сучасної російської багатопартійності на факультеті політології ГУ ВШЕ.

У 2009 році в Державному університеті — Вищій школі економіки захистив дисертацію на здобуття наукового ступеня доктора політичних наук за темою «Становлення партійної системи в сучасній Росії» (Спеціальність 23.00.02 — політичні інститути, етнополітична конфліктологія, національні та політичні процеси і технології). Науковий консультант — доктор політичних наук, професор Ю. А. Нісневич. Офіційні опоненти — доктор політичних наук, професор С. Б. Радкевич, доктор політичних наук, професор А. І. Соловйов, доктор політичних наук, професор Л. Н. Тимофєєва. Провідна установа — Інститут наукової інформації з суспільних наук РАН.

У 2009—2012 роках — співголова Дослідницького комітету Російської асоціації політичних наук з порівняльного вивчення партійних і виборчих систем.

З липня 2010 року — член Секції з питань участі політичних партій у виборчому процесі Громадської науково-методичної консультативної ради при Центральній виборчій комісії Російської Федерації.

З листопада 2010 року — член Наукової ради Російської асоціації політичних наук (РАПН).

З листопада 2012 року — Голова Дослідницького комітету РАПН з порівняльного вивчення партійних і виборчих систем.

У 2013 році читав курс лекцій «Публічний політичний процес» в рамках програми МВА «Управління взаємодією бізнесу і держави» в Російській академії народного господарства і державної служби при Президенті РФ.

Володіє англійською і німецькою мовами. Автор статей в науковому журналі «Політія»

## Відгуки
Журналіст і політолог А. О. Морозов відносить Ю. Г. Коргунюка до «прекрасних літописців партбудівництва».

## Наукові праці

### Дисертації
- Коргунюк Ю. Г. Розробка питань методології історії у творчості Н. І. Кареєва: автореферат дис. … кандидата історичних наук: 07.00.00, 07.00.09 / МДУ ім. М. В. Ломоносова. — М .: МГУ імені М. В. Ломоносова, 1990. — 22 с.
- Коргунюк Ю. Г. Становлення партійної системи в сучасній Росії: дисертація … доктора політичних наук: 23.00.02 / Коргунюк Юрій Григорович; [Місце захисту: Державний університет — Вища школа економіки]. — М .: ГУ-ВШЕ, 2009. — 358 с.
- Коргунюк Ю. Г. Становлення партійної системи в сучасній Росії: автореферат дис. … доктора політичних наук: 23.00.02 / Коргунюк Юрій Григорович; [Місце захисту: Держ. ун-т — Вища. шк. економіки]. — М .: ГУ-ВШЕ. — 45 с.

### Монографії
- Коргунюк Ю. Г., Заславський С. Є. Російська багатопартійність: становлення, функціонування, розвиток. — М .: Центр прикладних політичних досліджень «ІНДЕМ», 1996.
- Коргунюк Ю. Г. Сучасна російська багатопартійність. — М .: Центр прикладних політичних досліджень «ІНДЕМ», 1999. — 384 ст.
- Коргунюк Ю. Г. Становлення партійної системи в сучасній Росії. — М .: ИНДЕМ, МДПУ, 2007. — 543 с. ISBN 5-902204-23-2

### Рецензії
- Коргунюк Ю. Г. Рецензія на книги: Шейніс В. Л. Зліт і падіння парламенту. Переломні роки в російській політиці (1985—1989). У 2-х томах. — М., 2005; Шубін А. В. Зраджена демократія. СРСР і неформали (1986—1989). — М., 2006 // Русский збірник. Дослідження з історії Росії. Т. IV. — М .: Модест Колеров, 2007.
- Коргунюк Ю. Г. Секрети партійного процвітання. Рецензія на книгу «When Parties Prosper: the Uses of Electoral Success» (ed. By K.Lawson and P.Merkl. — Boulder, L .: Lynne Rienner Publisher, 2007). // Полиття. — 2008. — № 3 (50). — С. 176—186
- Коргунюк Ю. Г. Як програють домінуючі партії, або Чому вчить мексиканський досвід. Рецензія на книгу Greene Kenneth F. Why Dominant Parties Lose: Mexico's Democratization In Comparative Perspective. (Cambridge: Cambridge University Press, 2007). // Полиття. — 2010. — № 2 (57). — С. 167—179